# ملاحوني (دودانغة)
ملاحوني (بالفارسية: ملاحونی) هي منطقة سكنية تقع في إيران في قسم دودانغة الریفي. يقدر عدد سكانها بـ 28 نسمة.